# Crawling Back to You
«Crawling back to you» (с англ. — «Я ползу к тебе») — третий сингл с пятого студийного альбома «Never Gone» группы Backstreet Boys. Сингл был выпущен только в США, параллельно международному релизу сингла «I still». «Crawling back to you» стал первым синглом группы, на который не было снято видеоклипа.

## Список композиций
1. Crawling back to you (Блэр Дэйли, Крис Фаррен)
2. Weird world (Крис Фаррен)

## Хит парады
| Страна                             | Высшая позиция |
| ---------------------------------- | -------------- |
| США (Billboard Adult Contemporary) | 30             |
| США (Billboard Pop 100)            | 31             |